# 모용덕

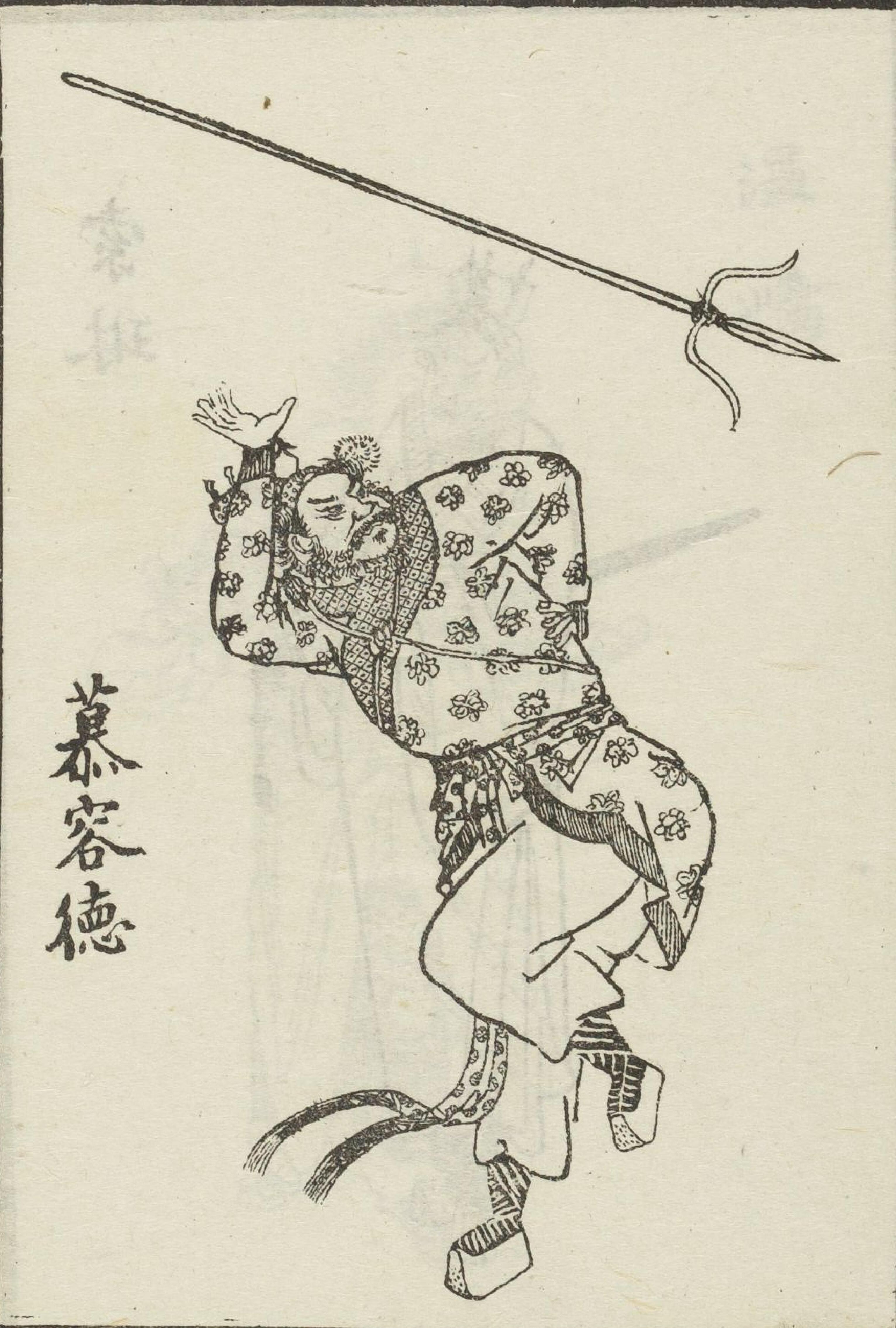
모용덕

연 세종 헌무황제 모용덕(燕 世宗 獻武皇帝 慕容德, 336년 ~ 405년, 재위 : 398년 ~ 405년)은 중국 오호 십육국 시대 남연의 초대 황제로, 자는 현명(玄明)이다.

## 생애

### 즉위 이전
모용덕은 전연의 초대 군주 모용황(慕容皝)의 막내아들로 어머니는 공손씨(公孫氏)이다. 모용준의 재위 시기에는 양공(梁公)에 책봉되었고, 모용위의 재위 시기에는 범양왕(范陽王)에 책봉되었다. 396년에 환온(桓溫)의 북벌군의 침입에 맞서 모용수와 함께 전쟁에 나서 큰 전공을 세웠다. 370년에 전연이 전진(前秦)에 의해 멸망하자 모용덕은 장액(張掖)태수에 임명되었다. 모용덕은 아들들과 어머니 공손씨, 동모형 모용납(慕容納), 모용납의 부인 단씨(段氏) 등과 함께 장액으로 이주하였다.
383년에 부견이 비수대전을 일으키자 모용덕은 형 모용수를 따라 종군하였는데 가족들을 모두 장액에 남겨두었다. 모용덕은 떠나면서 어머니 공손씨에게 금으로 만든 칼을 증표로 남겨주었다. 비수대전에서 부견이 몰락한 이후 384년부터 모용수가 후연(後燕)을 건국하고 부견의 서장자 부비(苻丕)와 전쟁을 벌였다. 이 소식이 장액에 전해지자 모용덕의 일족은 모두 처형되고 어머니 공손씨와 형수 단씨만 살아 남았다.
모용덕은 모용수에 의해 다시 범양왕에 책봉되었으며 단씨(段氏)를 새로 부인으로 맞았으나 아들을 얻지는 못했다. 396년에 모용수가 죽자 모용덕은 업(鄴)의 수비를 맡게 되었다. 396년 말부터 북위(北魏)가 후연을 공격하기 시작하여 화북 대부분이 북위군의 지배하게 놓이게 되었다. 모용덕은 업에서 오랫동안 농성하였는데 397년 10월에 후연의 수도 중산(中山)이 함락되자 모용덕은 위협을 느끼고 업을 포기하고 황하를 건너 활대(滑臺)로 근거지를 옮겼다.

### 치세
398년, 활대에 근거지를 마련한 모용덕은 모용린(慕容麟)의 건의에 따라 연왕(燕王)을 자칭하고 원년을 칭했다. 일반적으로 이때부터 남연이 건국된 것으로 본다. 399년에 망명 세력인 부광(苻廣)이 반란을 일으켰고 모용덕이 부광을 토벌하러 출정하자 활대에서도 모반이 일어나 북위에 항복했다. 이로 인해 근거지를 잃은 모용덕은 부하들의 건의를 따라 남하하여 연주(兗州) 북부를 장악하였다. 뒤이어 동진하여 청주(靑州)를 지배하고 있던 군벌 벽려혼(壁閭渾)을 쳐서 무너뜨리고 광고(廣固)를 수도로 정하였다.
400년, 모용덕은 광고에서 황제에 즉위하고 연호를 건평(建平)으로 정하였다. 그리고 이름을 고쳐 모용비덕(慕容備德)이라 하였다. 모용덕은 청주와 연주 북부 일대를 지배하면서 내치를 다졌고, 동진(東晉)이 환현(桓玄)의 찬탈로 인해 혼란스러운 틈을 타 장쑤성 일대를 점령하려 하였다. 그러나 모용덕은 나이가 많았고, 황제에 즉위하고 얼마 있지 않아 가족들이 장액에서 변을 당한 사실을 알게 되자 충격을 받아 병에 걸렸다. 이로 인해 동진 정벌은 번번이 무산되었다.
405년, 모용덕은 모용납의 유복자가 장안(長安)에 살고 있다는 소식을 듣고 사람을 보내 그를 찾았다. 장안에서 모용초가 증표인 칼을 들고 찾아오자 모용덕은 그를 태자로 세웠다. 모용덕은 얼마 지나지 않아 세상을 떠났다. 모용덕의 장례는 비밀에 붙이기 위해 10여 개의 가짜 관을 만들었으며 실제 능은 산속의 계곡에 은밀하게 만들었다. 그리고 가짜 릉인 동양릉(東陽陵)을 만들었다고 한다.

## 가족
- 아내 : 단계비(段季妃)
- 딸 : 평원공주(平原公主)

## 참고 문헌
- 《진서(晉書)》
- 《자치통감(資治通鑑)》

| 전 대 - | 제1대 남연 황제 398년 ~ 405년 | 후 대 모용초(慕容超) |